# Liste der Bodendenkmale in Süderlügum
In der Liste der Bodendenkmale in Süderlügum sind die Bodendenkmale der Gemeinde Süderlügum nach dem Stand der Bodendenkmalliste des Archäologischen Landesamts Schleswig-Holstein von 2016 aufgelistet. Die Baudenkmale sind in der Liste der Kulturdenkmale in Süderlügum aufgeführt.
| Denkmal-ID           | Befundart        | Bezeichnung                              | Zeitstellung | Lage | Bemerkungen | Bild |
| -------------------- | ---------------- | ---------------------------------------- | ------------ | ---- | ----------- | ---- |
| aKD-ALSH-Nr. 001 607 | besonderer Stein | Inschriftenstein/Grenzstein/Schalenstein |              |      |             |      |